# Dharmoví tuláci
Dharmoví tuláci (v originále The Dharma Bums) je román amerického spisovatele Jacka Kerouaca, poprvé vydaný v roce 1958. Román je inspirován skutečnými událostmi, které následovaly po událostech vylíčených v Kerouacově předešlém románu Na cestě. Slovo dharma označuje buddhistickou nauku - chápáno jako "cesta".
Ústřední postavou románu je Ray Smith (Kerouac sám) a Japhy Ryder, postava založená na básníku a překladateli Gary Snyderovi. Kniha se z velké části věnuje dualitě v Kerouacově životě a ideálech, zkoumá vztah tuláctví, horolezectví, turistiky a stopu přes celý Západ s jeho "městským životem" - jazzové kluby, čtení poezie a opilecké večírky.
Jedna z nejdůležitějších epizod v této knize je výstup na horu Matterhorn v Kalifornii. Tato příhoda z Kerouacova reálného života byla jeho první zkušeností s tímto typem horolezectví a posloužila jako inspirace pro jeho práci strážce požárů Lesní správy Spojených států na Desolation Peak následující léto. Jedna z dalších nejdůležitějších epizod románu se týká Six Gallery reading, kde Allen Ginsberg poprvé prezentuje svou báseň Kvílení a kde účinkují i další autoři jako samotný Gary Snyder, Kenneth Rexroth, Michael McClure a Philip Whalen.
Ray Smith je v knize ovlivňován Japhy Ryderem, jehož záliba v jednoduchém životě a zenovém buddhismu velmi ovlivnila Kerouaca jen krátce před obrovským a nečekaným úspěchem jeho románu Na cestě. Jeho jednání se posouvá od divoké nespoutanosti až po buddhistický sexuální obřad Yab-Yum, kde Kerouac usiluje o dosažení jistého typu transcendence. Román zakončuje v pozměněném stylu vyprávění, kdy Kerouac pracuje jako osamělý strážce požárů na hoře Desolation Peak.
Následující tabulka znázorňuje postavy zachycené v Dharmových tulácích a jejich skutečné předlohy osobností, které Kerouac nacházel mezi svými přáteli.
| Skutečná osoba    | Jméno v knize       |
| ----------------- | ------------------- |
| Jack Kerouac      | Ray Smith           |
| Caroline Kerouac  | Nin                 |
| Carolyn Cassady   | Evelyn              |
| Neal Cassady      | Cody Pomeray        |
| Claude Dahlenburg | Bud Diefendorf      |
| Allen Ginsberg    | Alvah Goldbook      |
| Natalie Jackson   | Rosie Buchanan      |
| Philip Lamantia   | Francis DaPavia     |
| Michael McClure   | Ike O'Shay          |
| Locke McCorkle    | Sean Monahan        |
| John Montgomery   | Henry Morley        |
| Peter Orlovsky    | George              |
| Kenneth Rexroth   | Rheinhold Cacoethes |
| Gary Snyder       | Japhy Ryder         |
| Philip Whalen     | Warren Coughlin     |